# Кац, Таисия Павловна
Таи́сия Па́вловна Кац (14 июля 1936, Саратов — 5 апреля 2013, Саратов) — российский историк, исследователь культуры нурагов и древнего населения острова Сардиния. Доцент Саратовского государственного университета (1961—2007). Под руководством А. И. Немировского защитила кандидатскую диссертацию «Доримская Сардиния и история её колонизаций» (1973).

## Основные работы
- Античные традиции о колонизации Сардинии // Античный мир и археология. Вып. 1. Саратов, 1972. С. 93-108;
- К вопросу о периодизации древнейшей истории Сардинии // Античный мир и археология. Вып. 4. Саратов, 1979. С. 191—204;
- Античные авторы о населении Сардинии // АМА. Вып. 5. Саратов, 1983. С. 26-32;
- Нурагическая Сардиния и «морские народы» // АМА. Вып. 6. Саратов, 1986. С. 31-42;
- О некоторых культах нурагической Сардинии // Античный мир и археология. Вып. 8. Саратов, 1990. С. 103—111;
- Об учебниках по истории древнего мира для общеобразовательных школ. Университет и гимназия: современные технологии преподавания. Саратов, 2001;
- Древний Восток // Мифология. Книга для чтения по истории, литературе и художественной культуре. М.: ЦГО, 2001. Ч. I. (соавтор).